# Soltaniyeh
Soltaniyeh (en persa: سلطانيه, en urdu: سلطانیہ‎) es una ciudad situada en la provincia de Zanjan en Irán a unos 240 km al noroeste de Teherán, solía ser la capital de los gobernantes del Iljanato de Persia en el siglo XIV. Su nombre se traduce como "la Imperial". En 2005, la Unesco incluyó Soltaniyeh entre uno de los sitios Patrimonio de la Humanidad.
El punto de mayor interés de las varias ruinas de Soltaniyeh es el mausoleo de Il-khan Öljeitü (persa اولجايتو), tradicionalmente conocida como la Cúpula de Soltaniyeh. 
La estructura, erigida desde 1302 hasta 1312, presume de la más antigua cúpula de doble concha del mundo. Su importancia en el mundo musulmán puede compararse a la cúpula de Brunelleschi para la arquitectura cristiana. La cúpula de Soltaniyeh marcó el camino para las más atrevidas construcciones de cúpula iraníes en el mundo musulmán, como el Mausoleo de Khoja Ahmad Yasavi y el Taj Mahal. Mucha decoración exterior se ha perdido, pero el interior conserva soberbios mosaicos, faience y murales.
La gente ha descrito la arquitectura del edificio como "anticipadora del Taj Mahal."
La cúpula tiene un peso estimado de 200 T y se alza a 49 m desde su base, actualmente está siendo restaurada por el ICHO.

## Galería

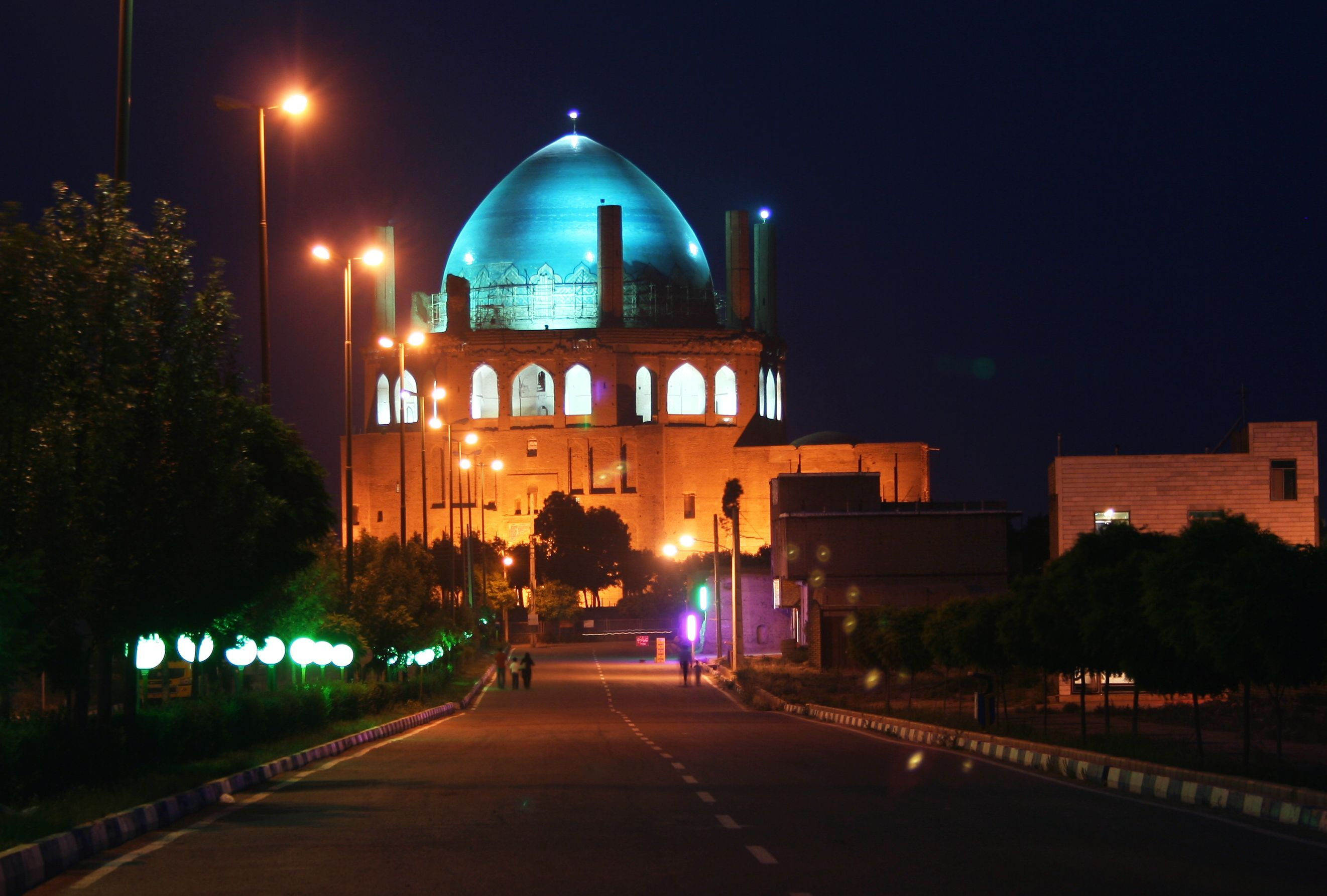
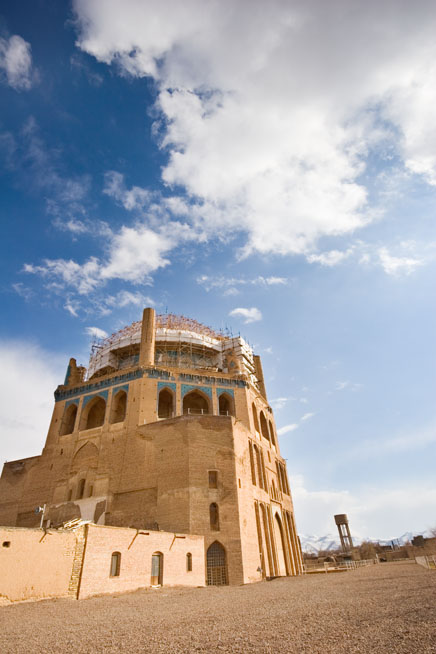
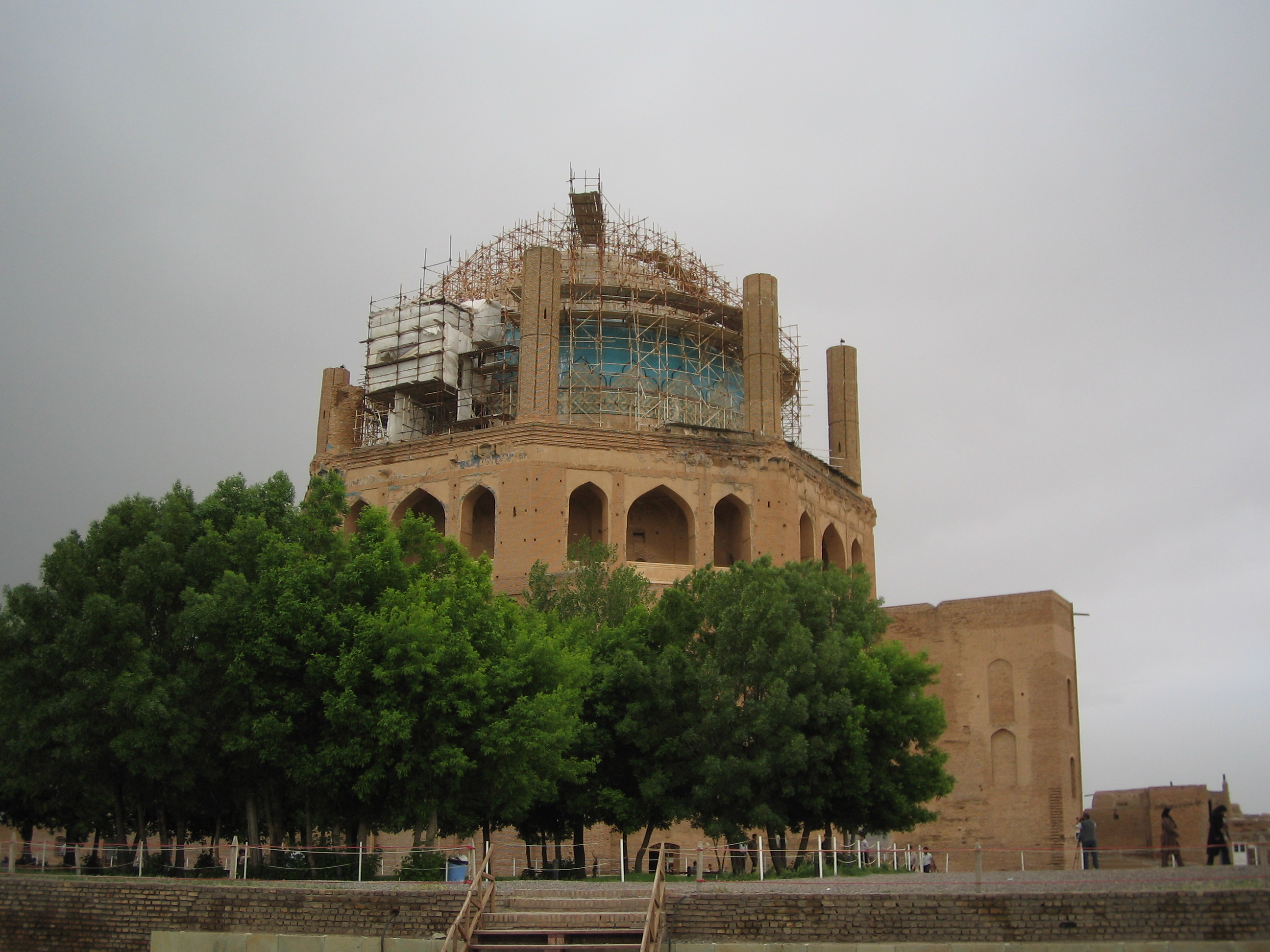
Cúpula de Soltaniyeh